# 第64次長期滞在
第64次長期滞在（だい64じちょうきたいざい）は、ソユーズMS-16がドッキング解除した2020年10月21日に開始された、64回目の国際宇宙ステーションへの長期遠征。この長期滞在は、ソユーズMS-17に搭乗して打ち上げられた3名の乗組員で開始され、NASAの商業乗員輸送計画（CCP）の初めての実運用飛行であるスペースX Crew-1で到着したクルーで完全に補充された。Crew-1はソユーズのように3名ではなく4名が登場していたので、第64次長期滞在はISSに7人の乗組員が搭乗して開始された。このミッションの最後の週にはソユーズMS-18と3名の宇宙飛行士が合流した。この長期滞在は、2021年4月17日のソユーズMS-17のドッキング解除で終了した。

## クルー
| Position               | 第1期 （2020年10月21日 – 11月17日）                        | 第2期 （2020年11月17日 – 2021年4月9日）                    | 第3期 （2021年4月9日 – 4月17日）                           |
| ---------------------- | ---------------------------------------------------------- | ---------------------------------------------------------- | ---------------------------------------------------------- |
| 船長                   | セルゲイ・リジコフ、ロスコスモス 2回目の宇宙飛行           | セルゲイ・リジコフ、ロスコスモス 2回目の宇宙飛行           | セルゲイ・リジコフ、ロスコスモス 2回目の宇宙飛行           |
| 第1フライトエンジニア  | キャスリーン・ルビンズ、NASA 2回目の宇宙飛行               | キャスリーン・ルビンズ、NASA 2回目の宇宙飛行               | キャスリーン・ルビンズ、NASA 2回目の宇宙飛行               |
| 第2フライトエンジニア  | セルゲイ・クド＝スベルチコフ、ロスコスモス 1回目の宇宙飛行 | セルゲイ・クド＝スベルチコフ、ロスコスモス 1回目の宇宙飛行 | セルゲイ・クド＝スベルチコフ、ロスコスモス 1回目の宇宙飛行 |
| 第3フライトエンジニア3 |                                                            | マイケル・ホプキンス、NASA 2回目の宇宙飛行                 | マイケル・ホプキンス、NASA 2回目の宇宙飛行                 |
| 第4フライトエンジニア  |                                                            | ビクター・グローバー、NASA 1回目の宇宙飛行                 | ビクター・グローバー、NASA 1回目の宇宙飛行                 |
| 第5フライトエンジニア  |                                                            | 野口聡一、JAXA 3回目の宇宙飛行                             | 野口聡一、JAXA 3回目の宇宙飛行                             |
| 第6フライトエンジニア  |                                                            | シャノン・ウォーカー、NASA 2回目の宇宙飛行                 | シャノン・ウォーカー、NASA 2回目の宇宙飛行                 |
| 第7フライトエンジニア  |                                                            |                                                            | オレッグ・ノヴィツキー、ロスコスモス 3回目の宇宙飛行       |
| 第8フライトエンジニア  |                                                            |                                                            | ピョートル・ドゥブロフ、ロスコスモス 1回目の宇宙飛行       |
| 第9フライトエンジニア  |                                                            |                                                            | マーク・T・ヴァンデハイ、NASA 2回目の宇宙飛行              |

## 船外活動
第63次長期滞在でISSの科学および電力システムのための数回の船外活動が計画されていた。しかしながら、NASAの商業乗員輸送計画の遅延によってクリストファー・キャシディだけが唯一の乗組員として米国軌道セグメントに長期間残されることになったため、計画が修正された。Crew Dragon Demo-2ミッションが到着したことで、S6トラスに残っていたニッケル水素電池をリチウムイオン電池と交換する、キャシディとロバート・ベンケンによる4回の船外活動が可能となった。
コロンバス実験モジュールの外部に設置された、CRS-20で運ばれたバルトロメオ科学パッケージの立ち上げは第64次長期滞在まで延期された。
リジコフおよびクド＝スベルチコフは2020年11月18日に、ピアース・ドッキング室をナウカ実験モジュールで置き換える初期の準備作業を行い、6時間48分で完了した。これはポイスクのエアロックから行われた初めての船外活動となった。NASAが"Russian Spacewalk #47"と名付けた映像は、14:30 UTCに始まり6時間以上後に終了した。
2021年の1月下旬から3月上旬にかけて、NASAは5回の船外活動を実施した。12:28 UTCに始まり、6時間56分後に終了した1月27日の船外活動は、バルトロメオの起動準備のためにコロンバスにKaバンドアンテナの設置、クエスト共通エアロックのピンの交換および一連の実験的な太陽電池アレイの更新を開始するするためのP4トラスの把持部材の撤去をするためにホプキンスおよぼグローバーによって実施された。
12:56 UTCに始まり、5時間20分後に終了した2月1日の船外活動は、第50次長期滞在でシェーン・キンブローおよびペギー・ウィットソンによって開始された4年間におよぶ統合トラス構造上の電池の交換作業を終結させるもので、ホプキンスとグローバーが実施したホプキンスとグローバーは右舷トラス、デスティニー実験室およびきぼうのロボットアームの複数のカメラの設置と更新も行った。
2月28日 11:12 UTCに始まり、7時間4分におよんだ船外活動は、2021年6月に打ち上げられたスペースX CRS-22の主要な貨物である実験的な太陽電池アレイの更新のためのP6トラスへのブラケットの設置のためにルビンズとグローバーによって行われた。
3月5日の船外活動は11:37 UTCに開始され、ブラケット設置の続きを行うためにルビンスと野口によって6時間56分行われた。当初はクエストを強化するための新しいエアロックカバーの展開、ユニティ・ノードのワイヤレスビデオトランシーバーの交換、バルトロメオへのケーブルの追加敷設およびアンモニアホースの排気と再配置も計画されていた。ブラケットの設置中にいくつかのボルトの取り扱いが困難だったことから計画されていた追加の作業を中止した。
3月13日の船外活動は13:14 UTCに開始され、6時間47分をかけてルビンズと野口ができなかった作業を完了したが、将来の船外活動のためのバルトロメオへのクランプの設置は見送られた。